# Vaadimme metallia
Vaadimme metallia è il secondo album della band finlandese Teräsbetoni.

## Tracce
1. Vaadimme metallia – 3:30
2. Viimeinen Tuoppi – 3:36
3. Älä Mene Metsään – 3:55
4. Varmaan Kuolemaan – 5:05
5. Kuninkaat – 4:48
6. Saalistaja – 3:28
7. Paha Silmä – 3:42
8. Sotureille – 2:51
9. Kotiinpalaaja – 3:36
10. Aika on – 3:14
11. Kirotut – 4:23
12. Pyhä Maa – 3:38
13. Vihollisen Vuoteessa – 3:42
14. Kunniansa Ansainneet – 2:59

## Formazione
- Jarkko Ahola – voce, basso
- Arto Järvinen – chitarra, cori
- Viljo Rantanen – chitarra
- Jari Kuokkanen – batteria